# Beckov (hrad)
Beckov (původně též Blundus, Bolondos) je zřícenina hradu na strmém, 60 metrů vysokém bradle, nad městečkem Beckov. Hrad je Národní kulturní památkou SR. Areál hradu je přístupný veřejnosti.

## Historie
O hradu se jako o starém se zmiňuje už uherská Anonymova kronika z 12. století. Potvrdil to i archeologický výzkum, podle kterého nejstarší osídlení skaliska pochází z pozdně laténského období, z období na přelomu letopočtu.
Vápencový útes nad brodem na pomezí Trenčínské a Nitranské župy měl značný strategický význam, a proto na něm byl ve 13. století vybudován kamenný hrad. Tvořila jej čtyřhranná věž s ochrannou zdí, k níž přiléhal dvoupatrový palác. V čase rozmachu moci Matúše Čáka Trenčanského byl Beckov jeho majetkem.
V druhé polovině 14. století se na hradě objevují páni ze Štibořic, původem z Polska. Ti v té době představovali jeden z nejmocnějších uherských rodů. Za jejich vlády zažil hrad, který se stal střediskem jejich rozsáhlých majetků, svůj největší rozmach. Na přelomu 14. a 15. století přistoupili k jeho honosné přestavbě, při níž byly zvýšeny hradní věže a postaven horní gotický palác s rytířskou síní a kaplí.
V polovině 16. století byl hrad vzhledem k hrozícímu tureckému nebezpečí opevněn. Tehdy byla na dolním nádvoří vybudována dělová věž a došlo i ke zvýšení obvodových zdí hradu. V té době byl již hrad majetkem rodu Bánffyů. Po jejich vymření v roce 1646 si hrad a panství rozdělili jejich nástupci. Ti se však už nestarali o údržbu a opravy a hrad začal pomalu chátrat. Požár, který zde vypukl roku 1727, zničil většinu budov a od té doby je hrad opuštěný.

## Stavební podoba
Ruiny horního a dolního hradu jsou pozůstatkem paláců, hospodářských a obranných budov a opevnění. Pozoruhodná je otevřená neukončená velká dělová bašta na dolním nádvoří. Typologicky zvláštní je horní, pravidelně vymezené nádvoří, dříve přístupné podjezdem, obklopené zbytky palácových konstrukcí a dřívější vstupní fasádou kapličky.

## Galerie

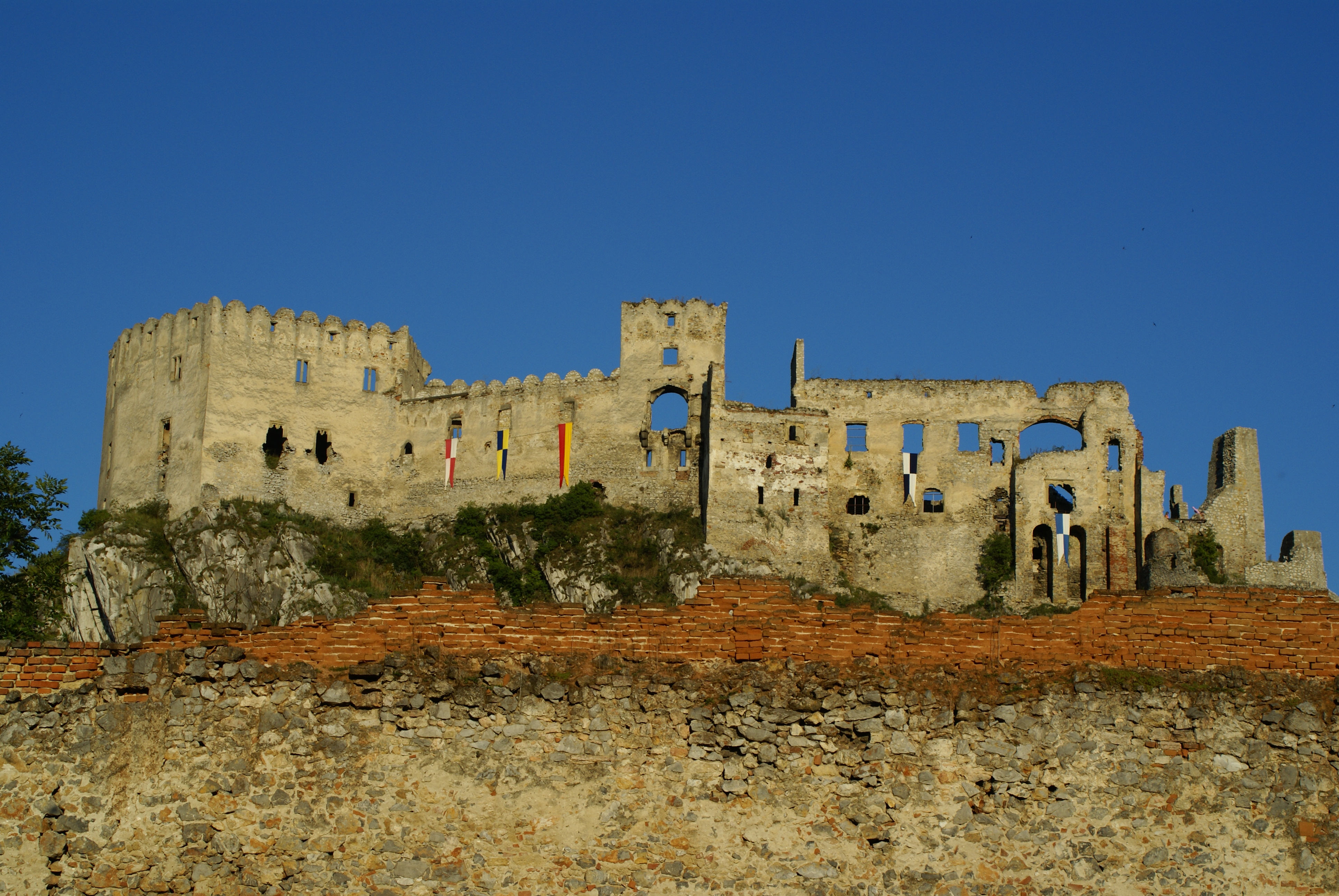
Hrad Beckov
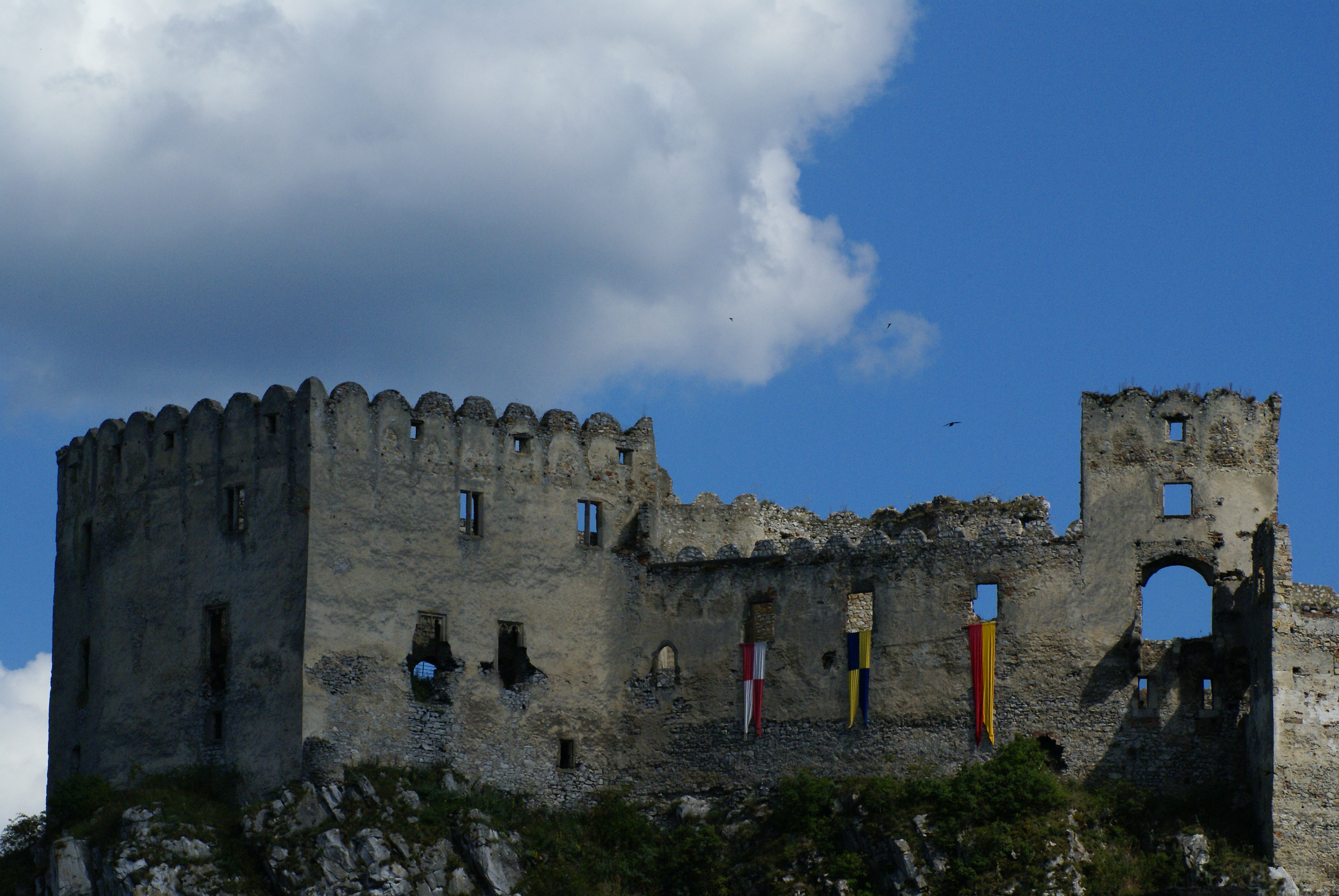
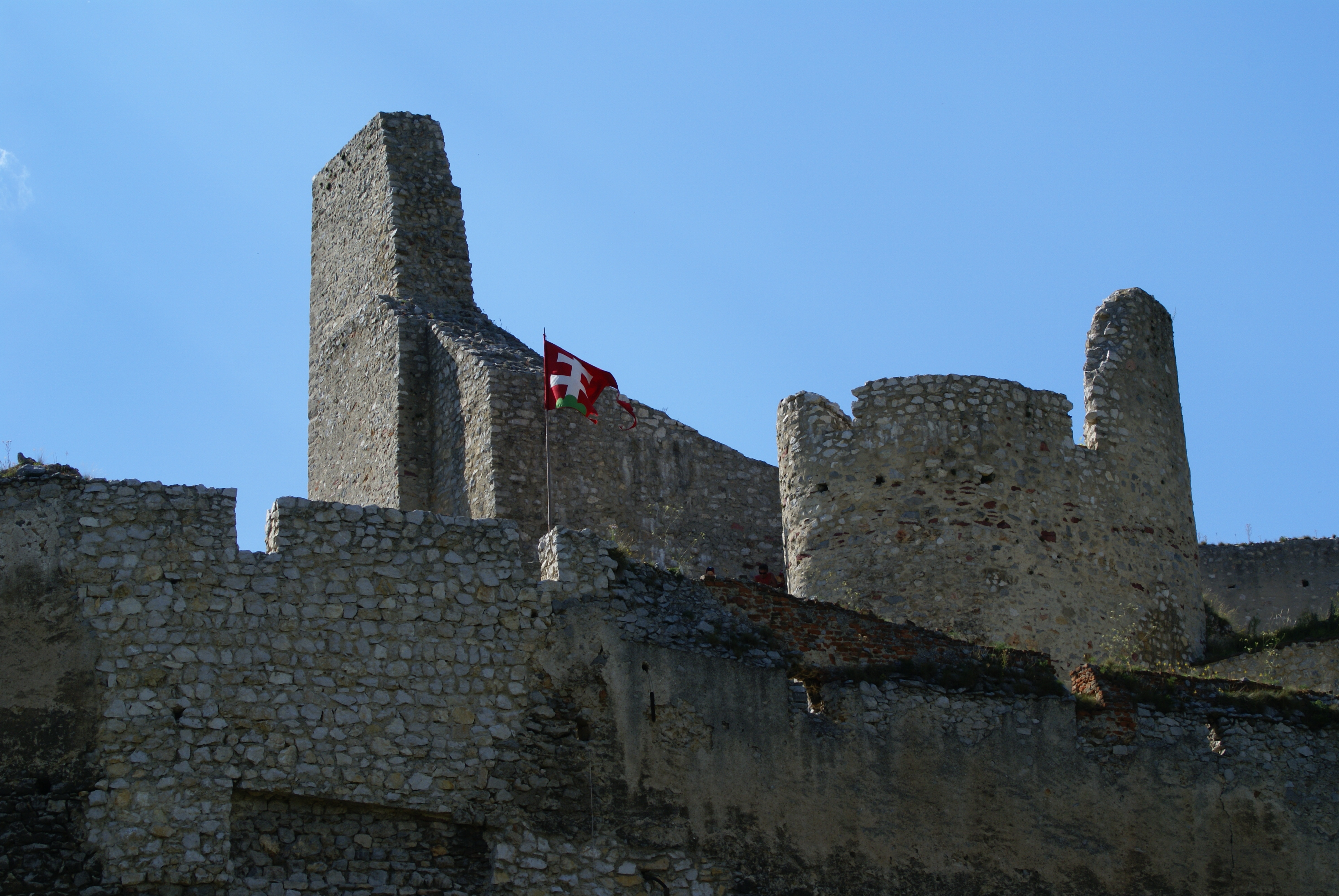
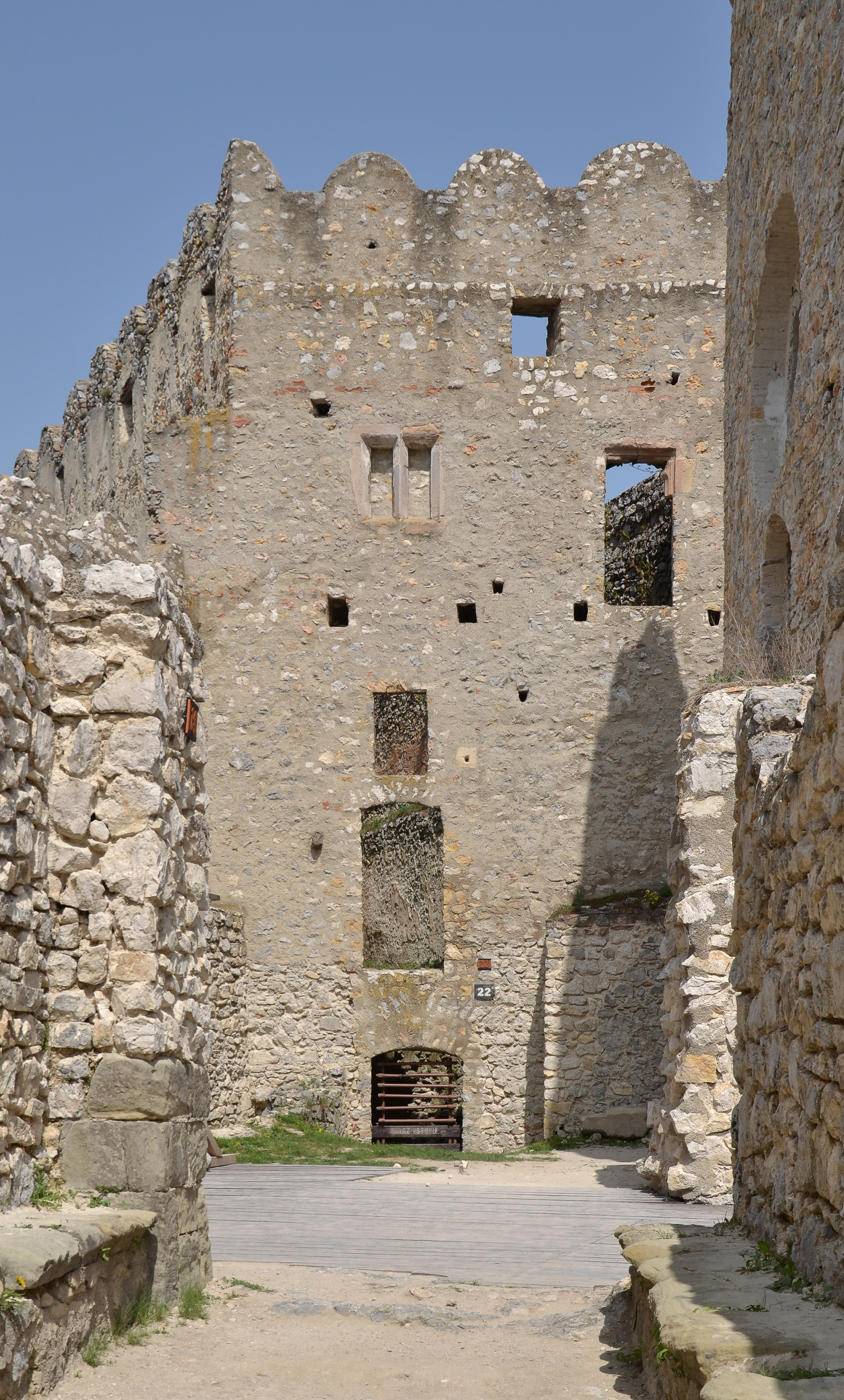
Severní palác
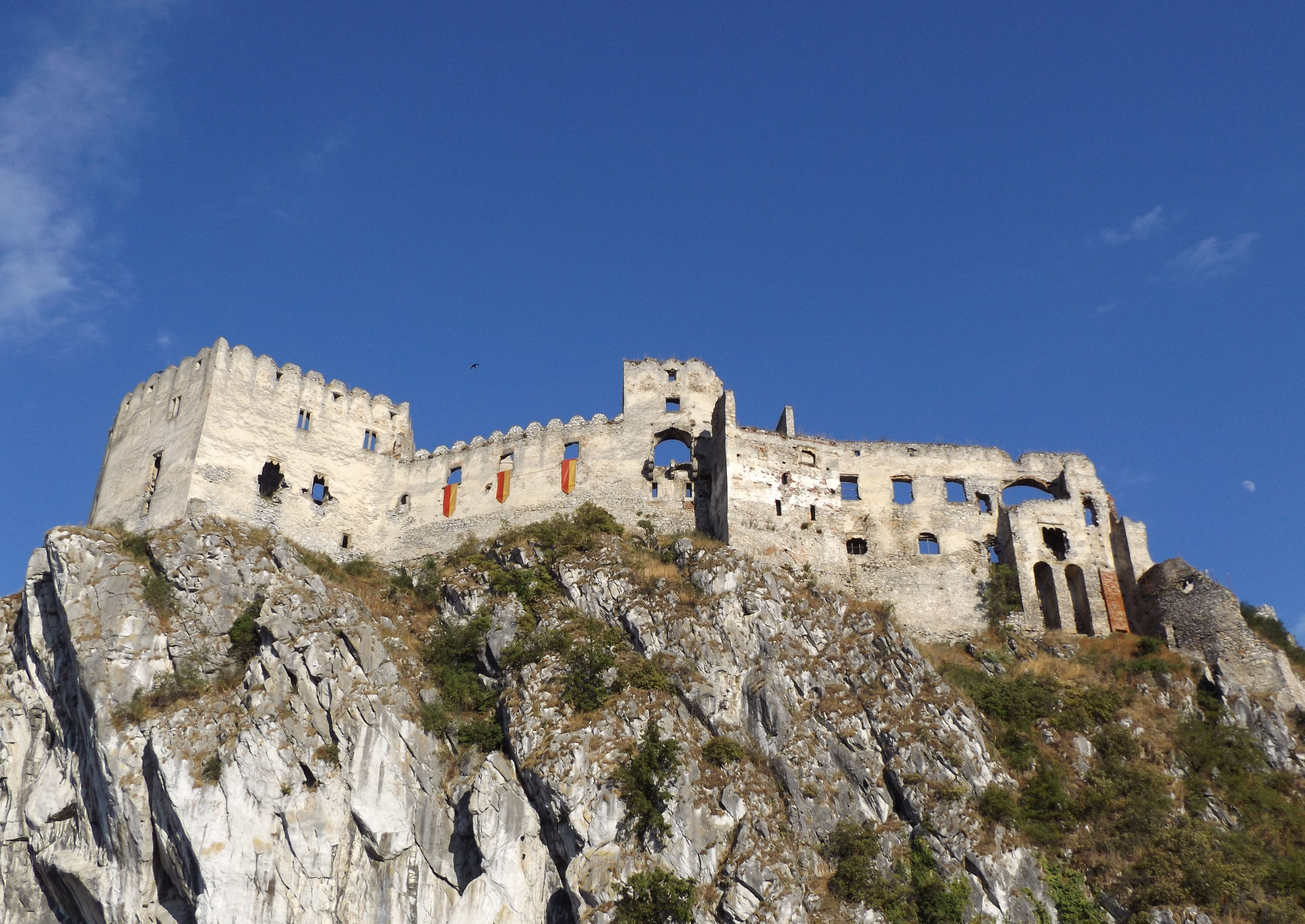
Na skalní stěně
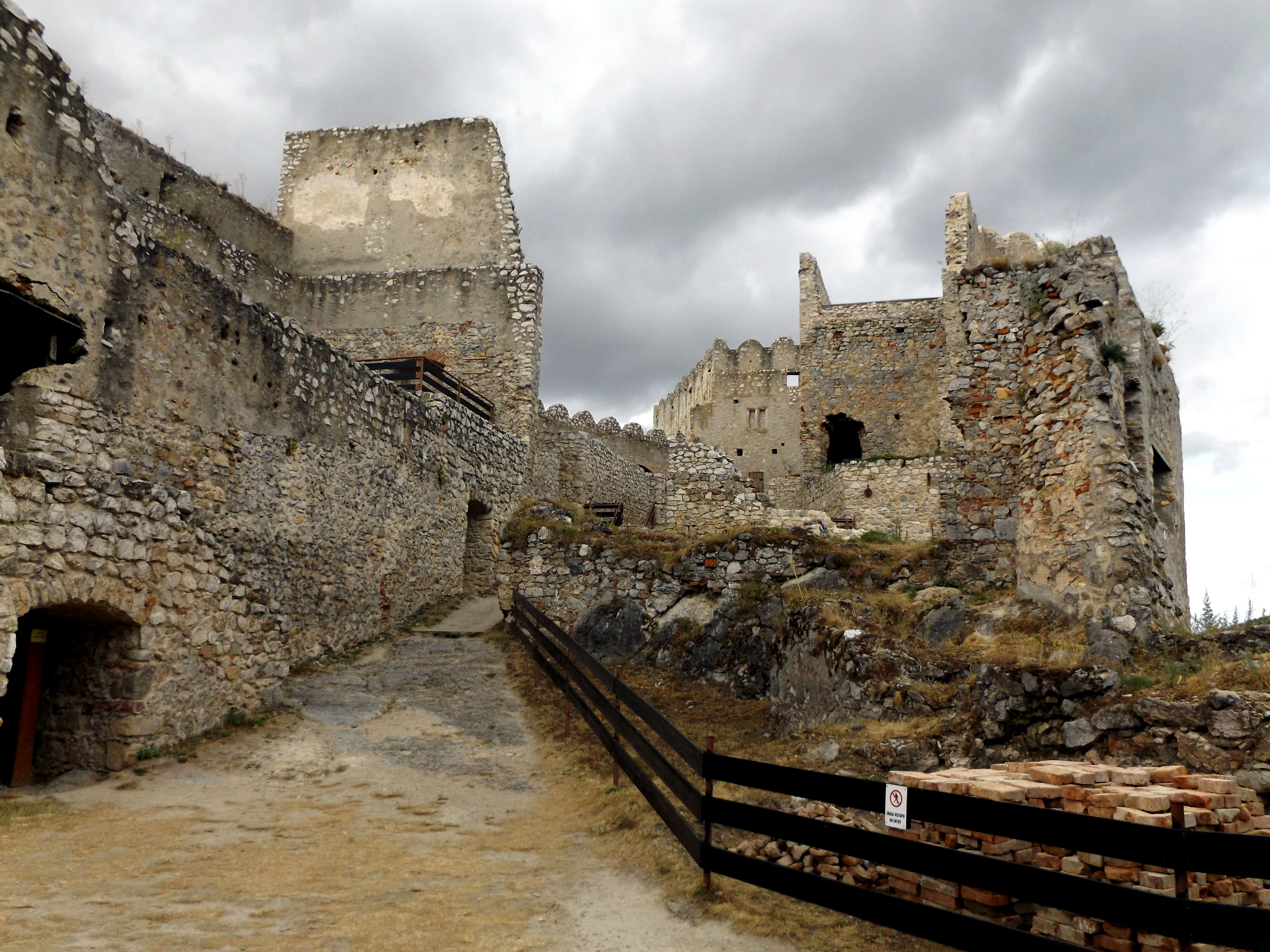
Cesta k hornímu nádvoří
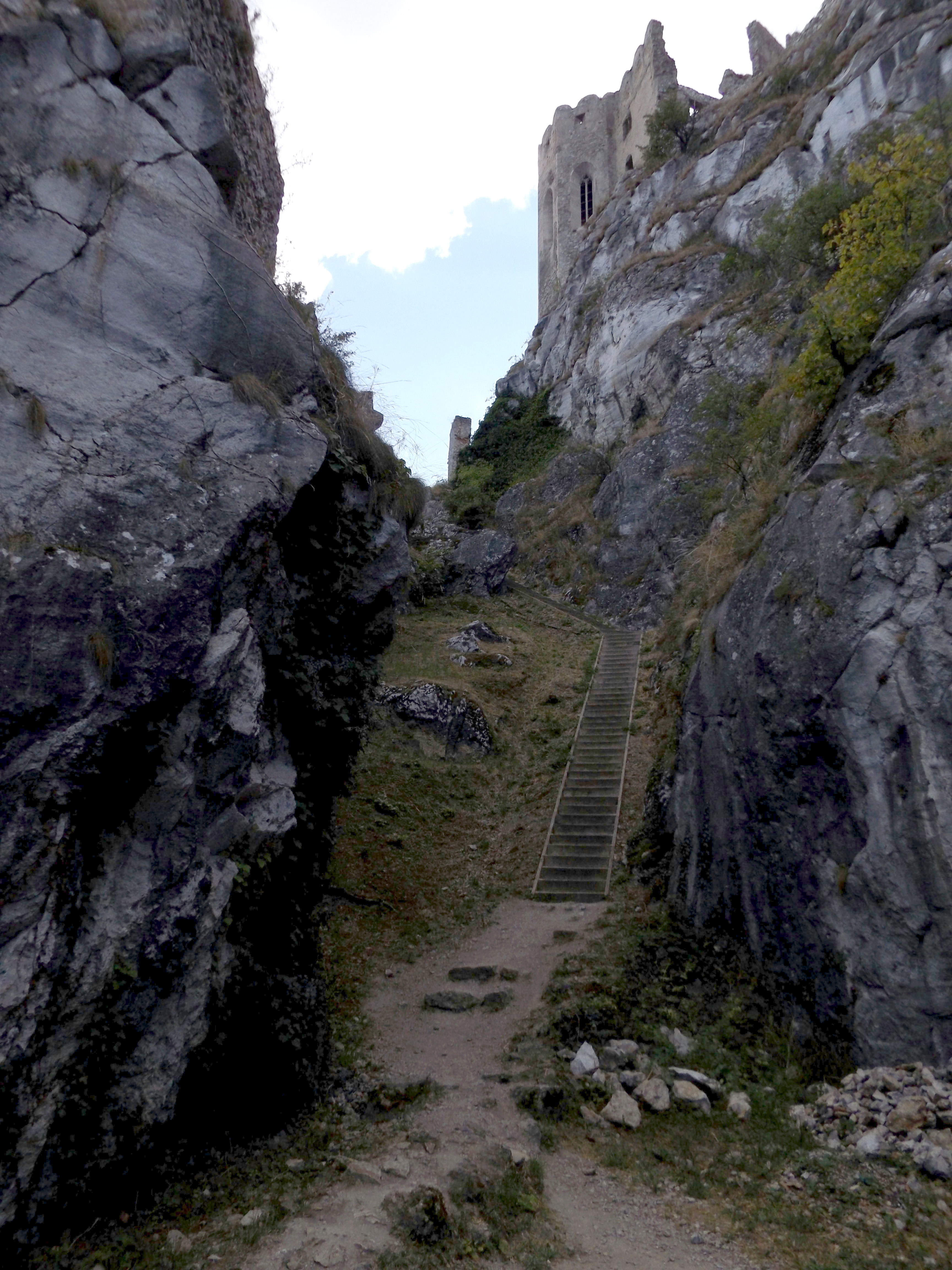
Pohled od hradní studny